# يوري بيشنيكنيكوف
يوري بيشنيكنيكوف (بالروسية: Юрий Павлович Пшеничников)‏ ، من مواليد 2 يونيو 1940 ، لاعب كرة قدم سوفييتي سابق. لعب مع منتخب الاتحاد السوفييتي لكرة القدم.

## روابط خارجية
- يوري بيشنيكنيكوف على موقع قاعدة بيانات كرة القدم.إي يو (الإنجليزية)
- يوري بيشنيكنيكوف على موقع ناشيونال فوتبول تيمز (الإنجليزية)